# Климов Микола Семенович
Мико́ла Семе́нович Кли́мов (нар. 27 січня 1947, Сімферополь, СРСР — пом. 18 жовтня 2011, Сімферополь, Україна) — радянський футболіст, що виступав на позиції нападника у складі сімферопольської «Таврії» та низки інших клубів.

## Життєпис
Микола Климов народився в Сімферополі, де й почав займатися футболом в групі підготовки «Таврії» під керівництвом Леоніда Чернова. У 1965 році потрапив до основи сімферопольського клубу, але вже наступного сезону опинився у лавах московського «Торпедо». Пробитися до основного складу «торпедівців» юному кримчанину не вдалося, тож вже за рік він повернувся рідного клубу, однак вже у статусі одного з провідних гравців.
Завершив кар'єру в 1977 році через важку хворобу, що позбавила його не лише можливісті грати в футбол, а й деяких радощів повсякденного життя.
У жовтні 2011 року був госпіталізований у надважкому стані до гастро-хірургічного відділення республіканської лікарні імені Семашка, однак, незважаючи на всі зусилля лікарів, життя Миколи Климова врятувати не вдалося. Помер 18 жовтня 2011 на 64 році життя. Похований на цвинтарі «Абдал».

## Досягнення
Командні досягнення
- Бронзовий призер першої ліги чемпіонату СРСР (2): 1971, 1977
- Срібний призер другої ліги чемпіонату СРСР (1): 1973
- Брав участь у «срібному» сезоні «Таврії» у 1-й зоні другої групи класу «А» чемпіонату СРСР (1970), однак провів лише 6 матчів, чого замало для отримання медалей.

Індивідуальні здобутки
- Найкращий бомбардир першої ліги чемпіонату СРСР (1): 1974